# Tiamat

Con dấu hình trụ Neo-Assyrian từ thế kỷ 8 trước Công nguyên được xác định bởi một số nguồn là có thể mô tả cảnh giết Tiamat trong Enûma Eliš

Tiamat (Tiếng Akkad 𒀭𒋾𒊩𒆳DTI.AMAT  hoặc 𒀭𒌓𒌈 DTAM.TUM, tiếng Hy Lạp: αλάττη Thaláttē)  là nữ thần khởi thủy, thần của nước biển trong tôn giáo Babylon cổ đại, cùng với Abzû, thần của nước ngọt sinh ra các vị thần trẻ hơn. Tiamat là biểu tượng của hỗn mang nguyên thủy, có cơ thể phụ nữ và sáng lấp lánh. Thần thoại về Tiamat được chia làm hai phần, trong phần đầu tiên Tiamat là một nữ thần sáng tạo, nhờ vào sự hôn phối thần thánh giữa nước mặn và nước ngọt, tạo lập vũ trụ với các thế hệ tiếp nối nhau được sinh ra. Trong phần Chaoskampf (xác lập trật tự từ hỗn loạn) tiếp theo, Tiamat được coi là hiện thân tà ác của hỗn mang nguyên thủy. Một số nguồn gắn bà với hình ảnh của một con rắn biển hoặc rồng.
Trong Enûma Elish, sử thi sáng tạo của Babylon, bà sinh ra thế hệ các vị thần đầu tiên; chồng bà Apsu cho rằng họ đang âm mưu lật đổ ông nên đã gây chiến với các vị thần mới và bị giết chết. Tiamat nổi giận và tiến hành chiến tranh để trả thù cho chồng, trong hình dạng của con rồng biển khổng lồ. Bà tạo ra mười một con quái vật với cơ thể chứa đầy chất độc khiến các vị thần sợ hãi và nhiều người trong số đó đã ngả theo phe bà. Cuối cùng, Tiamat bị thần bão Marduk, con trai của Enki giết chết. Marduk sau đó tạo ra trời và đất từ cơ thể của Tiamat.

## Dẫn nguồn
1. ↑  Bromily, Geoffrey W. (1988). International Standard Bible Encyclopedia. Grand Rapids, Michigan: William B. Eerdmans Publishing Company. tr. 93. ISBN 0-8028-3784-0. Truy cập ngày 20 tháng 7 năm 2017.
2. ↑  Willis, Roy (2012). World Mythology. New York: Metro Books. tr. 62. ISBN 978-1-4351-4173-5.
3. ↑  Ancient Mesopotamian Gods and Goddesses – Tiamat (goddess)
4. ↑  Luzacs Semitic Text and Translation Series (PDF) . tr. 150-line 122.
5. ↑  Luzacs Semitic Text and Translation Series (PDF) . tr. 124-line 36.
6. ↑  Dalley, Stephanie (1987). Myths from Mesopotamia. Oxford University Press. tr. 329.
7. ↑  Such as Jacobsen, Thorkild (1968). “The Battle between Marduk and Tiamat”. Journal of the American Oriental Society. 88 (1): 104–108. doi:10.2307/597902. JSTOR 597902.